# Bellis annua
Bellis annua је врста из рода Bellis. На енглеском говорном подручју ову врсту називају annual daisy, што значи „једногодишња бела рада“. Синоними су B. repens auct., B. prostrata и .

## Ареал
Ова врста насељава Мароко, Алжир и Тунис. Укупна површина ареала није велика; износи до 500 km² и континуирано опада. Међутим, број локалитета на којима се може наћи ова врста већи је од пет и ту нема значајнијих промена. Због тога, ова врста се не сматра угроженом у подручју Медитерана.

## Станиште
Терестрична је врста, али се може наћи уз слатководне екосистеме, на обалама река, језера и мочвара и влажним земљиштима, посебно тресетиштима.

## Угроженост и заштита
Врсту угрожавају плантаже кикирикија које замењују њена станишта, као и испаша и гажење током испаше. Ова врста има ограничен ареал и ограничену могућност дисперзије, тако да је вештачка сукцесија екосистема која је угрожава још више проблематична. Иако није у опасности, експерти због свега овога препоручују њено праћење, мере заштите (станишта пре свега), као и законску заштиту, посебно у Мароку, пошто је тамо изгледа присутна на само једном локалитету.